# 惠特蘭鎮區 (密歇根州希爾斯代爾縣)
惠特蘭鎮區（英語：Wheatland Township）是位於美國密歇根州希爾斯代爾縣的一個行政鎮區。

## 地方資料
惠特蘭鎮區的面積為92.41平方千米，當中陸地面積為92.33平方千米，而水域面積為0.08平方千米。根據2020年美國人口普查的數據，當地共有人口1341人，而人口密度為每平方千米14.51人。